# Shintōshū

Le Shintōshū (神道集) est un livre d'histoire japonais en dix volumes de l'époque Nanboku-chō (1336–1392). Il illustre au moyen d'histoires sur différents sanctuaires la théorie bouddhiste honji suijaku selon laquelle les kami japonais sont simplement des manifestations locales  des dieux indiens du Bouddhisme. Cette théorie, créée et développée principalement par des moines Tendai, mais jamais systématisée, n'en est pas moins très répandue et très influente.

## Histoire
Le livre passe pour avoir été écrit au cours de la fin de l'époque Nanboku-chō, pendant les ères Bunna ou Enbun. Il porte l'indication Agui-saku (安居院作, « fait par Agui ») mais qui exactement l'a écrit n'est pas clair. Divisé en dix volumes et 50 chapitres, il soutient la théorie Tendai et Ise-jingū du honji suijaku. Bien que jamais systématisée, cette théorie devient tout de même l'outil le plus important par lequel le Bouddhisme étranger se réconcilie avec les croyances locales aux kami. Le livre illustre la théorie au moyen de contes relatifs à divers sanctuaires et aux divinités bouddhiques qui sont la vraie nature des kami qui y sont consacrés. Il traite principalement des sanctuaires situés à l'ouest de Tonegawa dans la province de Kōzuke (comme l'Akagi Daimyōjin, l'Ikaho Daimyōjin et le Komochiyama Daimyōjin ), le Kumano Sanzan et autres sanctuaires du Kantō, expliquant la raison de la réincarnation de leur kami, et rapportant des contes à propos de leurs vies antérieures.
Le point commun des contes est qu'avant de se réincarner en kami tutélaire d'une zone, une âme doit d'abord y être née et y avoir souffert en tant qu'être humain. La souffrance est principalement causée par les relations avec les parents, surtout les épouses ou les maris.
Le livre a une grande influence sur la littérature et les arts des siècles suivants.

## Source de la traduction
- (en) Cet article est partiellement ou en totalité issu de l’article de Wikipédia en anglais intitulé « Shintoshu » (voir la liste des auteurs).